# Indosquilla manihinei
Indosquilla manihinei är en kräftdjursart som beskrevs av Ingle och Merrett 1971. Indosquilla manihinei ingår i släktet Indosquilla och familjen Indosquillidae. Inga underarter finns listade i Catalogue of Life.